# Castanheira (Trancoso)
Castanheira is een plaats (freguesia) in de Portugese gemeente Trancoso en telt 235 inwoners (2001).